# SL X10p sorozat
Az SL X10p sorozat egy háromrészes svéd 1500 V DC áramrendszerű villamosmotorvonat-sorozat, melyet a Storstockholms Lokaltrafik üzemeltet a 891 mm-es nyomtávolságú Roslagsbanan vonalon. 1990 és 1995 között gyártotta az ABB. Összesen 35 db készült a sorozatból.